# Schistura nagodiensis
Schistura nagodiensis är en fiskart som beskrevs av Sreekantha, Gururaja, Remadevi, Indra och Ramachandra 2006. Schistura nagodiensis ingår i släktet Schistura och familjen grönlingsfiskar. IUCN kategoriserar arten globalt som starkt hotad. Inga underarter finns listade i Catalogue of Life.